# AmigaOS 4
AmigaOS 4 (сокращенно OS4 или AOS4) — это линейка проприетарных операционных систем семейства AmigaOS, работающих на материнских платах на базе микропроцессоров PowerPC. Преимущественно основана на версии исходного кода AmigaOS 3.1, и частично на версии кода OS 3.9  и полного функционала WarpOS (разработанных компанией Haage & Partner), послужившего ядром для новой системы (что обеспечило полную поддержку архитектуры PowerPC), и, что существенно, — кода из открытого проекта AROS, что во многом расширило функциональные возможности системы и открыло доступ к новым приложениям. Финальное обновление (для AmigaOS версии 4.0) было реализовано 24 декабря 2006 года (первоначально выпущена в апреле 2004 года) после пяти лет развития бельгийской компанией Hyperion Entertainment под лицензией от Amiga Inc. для зарегистрированных AmigaOne пользователей. Своё дальнейшее развитие система получила в 2008 году в версии 4.1 и её модернизированном варианте в декабре 2014-го в конечной версии Final Edition.

## История
В течение двух лет развития владельцы компьютеров AmigaOne могли загрузить пре-релиз версии 4.0 AmigaOS из репозитория компании Hyperion Entertainment до тех пор, пока это было доступно.
20 декабря 2006 года компания Amiga Inc. неожиданно прерывает контракт  с компанией Hyperion Entertainment по продаже и реализации AmigaOS 4. Тем не менее, AmigaOS 4.0 была выпущена на коммерческой основе для компьютеров Amiga с платами на основе акселераторов PowerUP в ноябре 2007 года (правда, была доступна только для разработчиков и бета-тестеров до определенного времени). В свою очередь итальянская компьютерная компания ACube Systems анонсировала материнские платы Sam440ep and Sam440ep-flex с поддержкой революционной для того времени AmigaOS 4. Кроме того, третья партия загрузочных образов AmigaOS 4, известная как "Moana", была выпущена компанией ACube на открытых торрентах, что позволяло совершить установку OS4 на компьютерах Mac Mini G4, базирующихся на материнских платах Sam440ep. Однако эта сборка загрузочных образов была неофициальной и не поддерживается до настоящего времени в полной мере на уровне программного обеспечения и драйверов. Благодаря удачному стечению обстоятельств после судебной тяжбы между компаниями Hyperion и Amiga Inc. ОS4 ещё продолжала разрабатываться и распространяться.

Эволюция AmigaOS 4

30 сентября 2009 года две компании, Hyperion Entertainment и Amiga Inc. достигли мирного соглашения, согласно которому компании Hyperion Entertainment было дано эксклюзивное право на программное обеспечение и исходный код AmigaOS 3.1 с гарантией реализации программного продукта AmigaOS 4 и последующих версий AmigaOS (в том числе AmigaOS 5 без каких-либо ограничений). В дальнейшем компания Hyperion Entertainment заверила Amiga сообщество, что будет продолжать разрабатывать AmigaOS 4 (и все последующие версии), как это было с ноября 2001 года.

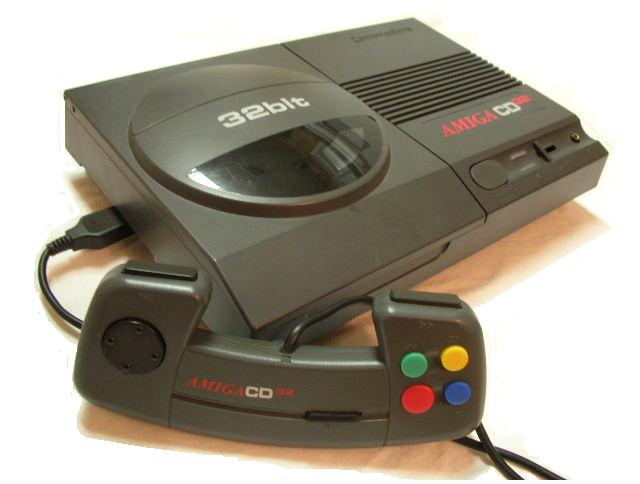
Игровая консоль Amiga CD 32 на базе компьютера Amiga 1200

Таким образом, новая AmigaOS версии 4.0 была целиком переписана, чтобы стать полностью совместимой с архитектурой PowerPC. С очередным обновлением пре-релиза «четверки» (четвёртой серии AmigaOS) появилась возможность перетаскивать экраны в любом направлении, а перетаскивание иконок между экранами (Drag-and-drop) в интерфейсе Workbench также стало одним из опциональных атрибутов обновленной системы. Кроме того, в AmigaOS 4.0 появилась новая версия Amidock, а также шрифты TrueType/OpenType и видеоплеер с поддержкой DivX и MPEG-4.
Спустя два года после финального обновления AmigaOS 4.0 в 2008 году выходит легендарная AmigaOS 4.1 с полной поддержкой 64-битной архитектуры и более продвинутым и комфортным интерфейсом. В AmigaOS была добавлена функция автоматического обновления, а также функция Start-up для загрузки компонентов графического окружения, которая заменила устаревшую опцию WBStartup в системе. В числе дополнительных фишек (усовершенствований или доработок) в дополнение к более высокому разрешению (Full HD) появились новый набор иконок с улучшенной кастомизацией, новый оконный менеджер с возможностью отбрасывать тени в рабочих окнах системы и Amidock с настраиваемой прозрачностью и масштабированием иконок в панели.
Очень важным фактором в успешной реализации четвёртой серии AmigaOS было использование кода из открытого проекта AROS (проект по созданию одноимённой, переносимой и свободной AmigaOS с открытым независимым кодом) и поддержка старого оборудования. Так, например, до настоящего времени поддерживается весьма популярный некогда компьютер Amiga 1200 начала 90-х годов и даже небезызвестная игровая консоль Amiga CD32 на базе этого компьютера, для которой была предусмотрена возможность дополнения CD32 клавиатурой, дисководом, жёстким диском и «мышью», что превращало её в полноценный персональный компьютер. Что до поддержки нового оборудования, то система четвёртого поколения AmigsOS успешно работает не только на современных компьютерах AmigaOne X1000, но и на проходящих бета-тестирование материнских платах компьютеров нового поколения AmigaOne X3500 и AmigaOne X5000.
Разумеется, и программные средства тоже не стоят на месте. Особенно впечатляет работа последней версии AmigaOS версии 4.1 Final Edition. Данная версия отличается от предыдущих расширенной функциональностью памяти (полезно для всех поддерживаемых платформ, особенно для тех, что не могут похвастаться наличием объёма памяти более 2 Гб), мощная консоль для AmigaOS, значительно улучшена DOS, новые возможности системного менеджера Intuition, новые возможности графической оболочки Workbench, новая унифицированная графическая библиотека с поддержкой RTG, которая существенно расширяет уровень оптимизации производительности (например, с помощью аппаратных средств DMA на чипе), обновлен порт Python, расширены возможности графики, новые иконки и темы, бесчисленные мелкие обновления, новые функциональные возможности и другие исправления. Кроме того, AmigaOS 4.1 Final Edition больше не требует для установки предыдущих версий AmigaOS четвёртого поколения, это отдельный продукт и, вполне возможно, самый доступный вариант AmigaOS, который когда-либо вообще был доступен в мире.

## Будущее AmigaOS
Компания Hyperion Entertainment, как главный разработчик операционной системы, строит большие планы. Разумеется, что любая современная операционная система, кроме яркого графического интерфейса, должна отличаться продвинутой 3D-графикой и POSIX-совместимостью, чтобы иметь возможность запускать на игровых консолях и домашних ПК популярные 3D-игры. Этому может способствовать полный доступ к реализации OpenGL через Mesa, а также гибкий POSIX-совместимый слой для запуска linux- и unix-приложений. Кроме того, это позволит обеспечить стабильный композитинг с помощью Gallium3D. К примеру, какие-то идеи и наработки можно было бы позаимствовать для AmigaOS у амигоподобной же операционной системы Morphos, которая планирует в недалеком будущем добавить прослойку Q-Box, что в свою очередь позволит одновременно выполненять приложения, написанные для разных ОС (прежде всего BSD, и, возможно, OS X) в единой среде. Также в прошлом разработчики AmigaOS в целях увеличения производительности системы в основном опирались на аспект симметричной многопроцессорности, в которой два или более одинаковых процессора сравнимой производительности подключались единообразно к общей памяти (и периферийным устройствам) и выполняли одни и те же функции. Изначально такая технология применялась для компьютеров Amiga с платами на основе акселераторов PowerUP. В 1995 году Amiga Technologies GmbH объявила, что они планируют создать порт AmigaOS для PowerPC. В рамках своего плана Amiga Technologies собиралась запустить новые модели компьютеров Amiga с платами на базе процессора PowerPC 604e RISC и в сотрудничестве с Phase5 (Phase5 Digital Products) выпускает линейку AmigaOS-совместимых акселераторов на базе PowerPC для старой Amiga 1200, Amiga 2000, Amiga 3000 и Amiga 4000: такие, как Blizzard 2604e, Blizzard PPC и CyberStorm PPC.

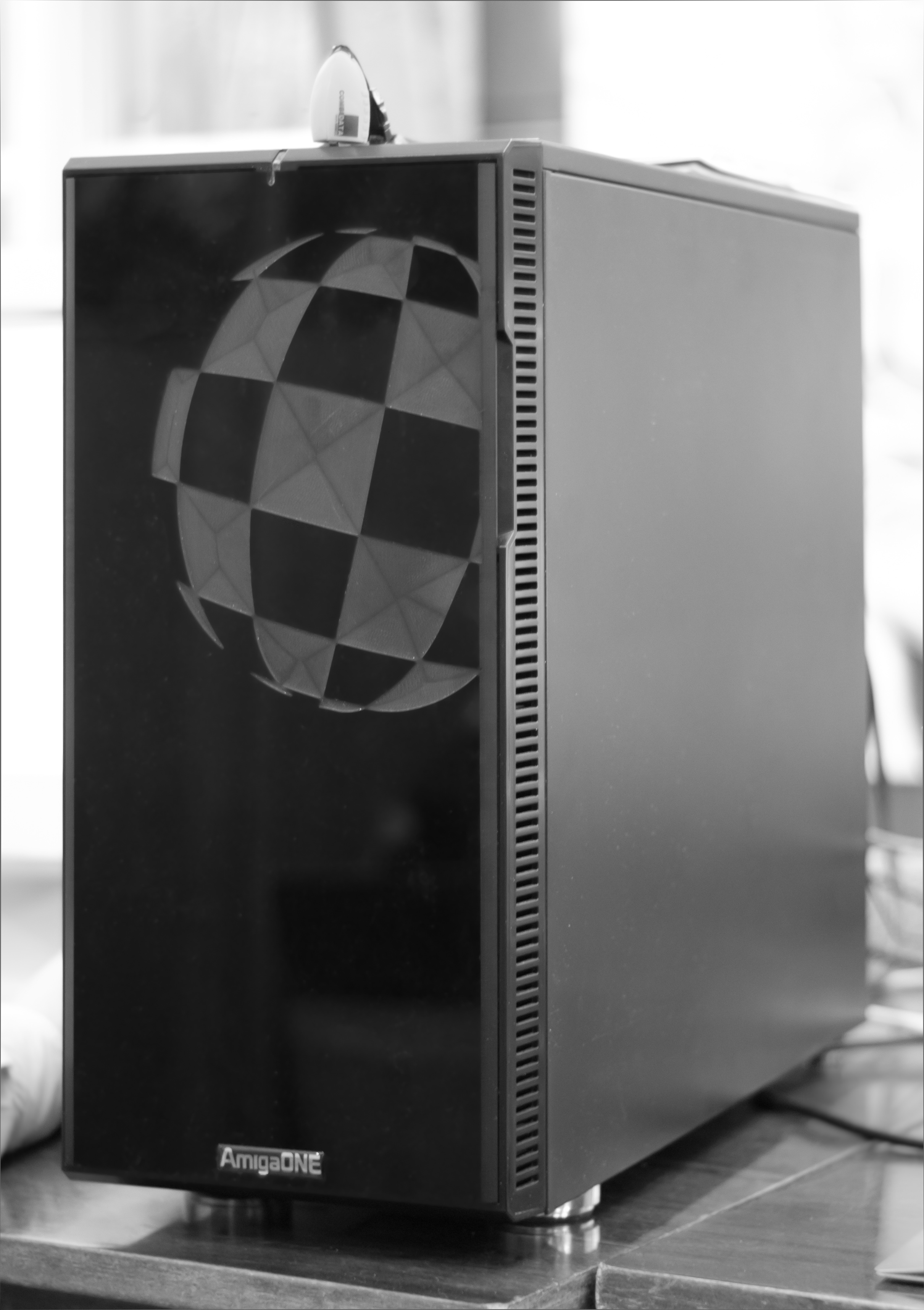
Компьютер AmigaOne X1000

Впоследствии подобное решение нашло применение в линейке компьютеров AmigaOne, а именно в материнской плате компьютера AmigaOne X1000 под кодовым названием «Nemo» на базе двухъядерного процессора PowerISA™ v2.04+ и сопроцессора «Xena» XMOS XS1-L1 128 SDS. На тот момент это было поистине революционным решением, что позволяло максимально увеличить производительность ЦПУ, но не решало проблемы в целом, ибо при общем взгляде на поддержку SMP мы должны принять во внимание фактическое положение процессорных технологий в мире. Ранние реализации использовали реальные физические процессоры для SMP, а так как один процессор мог выполнять только один поток команд, то для достижения параллельного выполнения нужно было подключать одновременно несколько процессоров. Однако это часто, разумеется, ограничивается количеством самих процессоров, которые могут иметь операционные связи друг с другом (хотя в НИИ ведущих стран мира используются различные суперкомпьютеры, использующие сложную сеть процессоров и сопроцессоров в своей основе). Конечно же, для домашних ПК подобная схема весьма неэффективна или даже неприменима. Именно по этой причине в текущем десятилетии (и даже раньше) производители микросхем добавили так называемые дополнительные "жилы" на один физический микропроцессор, где некоторое количество отдельных ядер выполняют ту же функцию, что несколько процессоров в единой схеме. Эта технология используется в таких процессорах, как Intel Core i7 (иначе Hyper-Threading) и Freescale E6500 Core из линейки процессоров серии Т от Freescale (включая T4240, который имеет 12 физических ядер с двумя потоками каждый). Об этом недвусмысленно говорится в официальном блоге компании Hyperion Intertainment, что наводит на разумное предположение, что команда разработчиков из Hyperion Intertainment всерьез задумывается о расширении поддерживаемых платформ для разрабатываемой системы и, вполне возможно, даже о портировании AmigaOS на платформу Intel. Таким образом, применение сопроцессоров “Xena“ (Dual Core 500 MHz Xmos XCore XS1-L2 128 SDS) в компьютерах следующего поколения марки AmigaOne X3500 и X5000 можно считать решением временным и скорее вынужденным, чем действительно необходимым. Это решит ряд задач перед производителями и разработчиками в аспекте сегодняшнего времени, но не может быть решением в перспективе.

## Компоненты AmigaOS
Современная AmigaOS 4 может быть с уверенностью разделена на две части (составляющие), а именно: Workbench и Kickstart. Это независимая, многозадачная операционная система для компьютеров марки Amiga, имеющая атипичное микроядро с весьма абстрагированным и интуитивно понятным графическим интерфейсом. Kickstart в системе обеспечивает абстрагирование от доступного оборудования Amiga и делится на три составляющие: собственно, планировщик вытесняющей многозадачности, коим является библиотека Exec, обладающая функциями микроядра, дисковая операционная система AmigaDOS и библиотеки графического интерфейса Intuition. Workbench имеет отношение к графическому окружению, и представлен одноимённым рабочим столом или другим файловым менеджером. В целом AmigaOS представляет собой довольно простую, гибкую, стабильную и хорошо слаженную систему.

### Workbench
The Workbench является основной и единственным графической оболочкой OS4, её графическим интерфейсом, объектным выражением в виде файлового менеджера и загрузчиком приложений для операционной системы. Он также включает в себя некоторые общие инструмент и утилиты, такие как Notepad для набора текста, MultiView для просмотра изображений и Amigaguide для просмотра документов, Unarc для распаковки архивов, a PDF Reader для чтения электронных книг и библиотек, и многие другие полезные программы и приложения для оптимизации системы и кастомизации графического интерфейса (GUI).

### Kickstart
The Kickstart является важным компонентом для загрузки операционной системы. Kickstart состоит из следующих компонентов:
- Exec как микроядро с вытесняющей многозадачностью.
- Intuition как оконный системный менеджер API.
- AmigaDOS и AmigaShell, из которых AmigaDOS является дисковой операционной системой для ОС, в то время как Shell (AmigaShell) глубоко интегрирована в интерфейс командной строки или Command Line Interface (CLI). GUI (графический интерфейс) и CLI (интерфейс командной строки) взаимодополняют друг друга и имеют равнозначные привилегии.

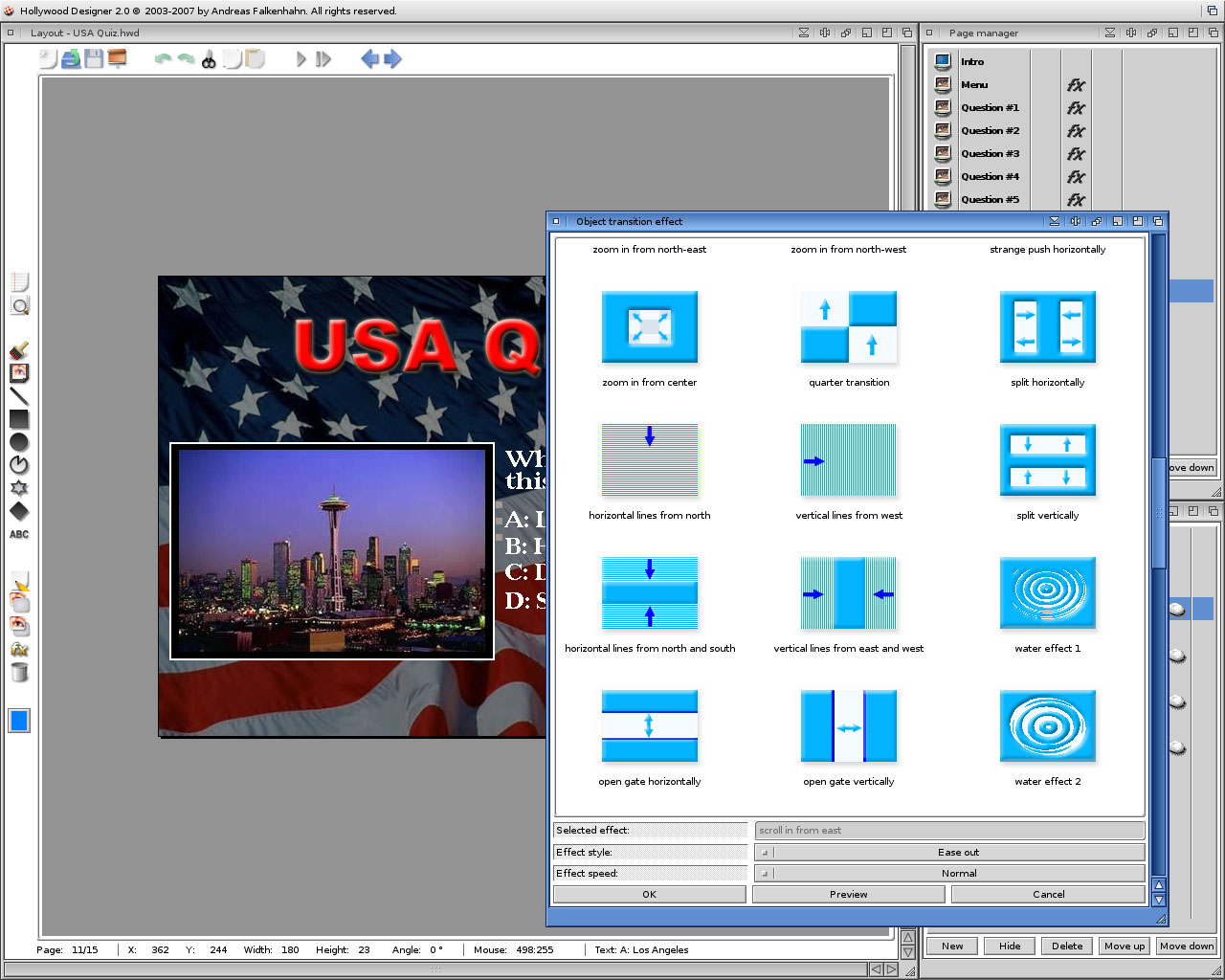
Инициализация приложения Hollywood Designer на AmigaOS 4

### Exec
Exec (ExegSG начиная от AmigaOS 4) является многозадачным микроядром AmigaOS. Exec обеспечивает функциональность для многозадачности, распределения памяти, обработки прерываний и обработки динамических разделяемых библиотек. Оно выступает в качестве планировщика для задач, запущенных в системе, обеспечивающего преимущественную многозадачность с приоритетами планирования в графическом окружении. Exec также обеспечивает доступ к другим библиотекам и на высоком уровне обеспечивает связи между процессами через передачу сообщений. Другие сопоставимые микроядра имели проблемы производительности из-за необходимости копирования сообщений между адресными пространствами. Так как Amiga имеет только одно адресное пространство, наличие Exec является довольно эффективным инструментом для передачи сообщений в системе.

### AmigaDOS
AmigaDOS обеспечивает системную часть в операционной системе AmigaOS. Это включает в себя файловую систему, управление файлами и каталогами, интерфейс командной строки, перенаправление файлов, консольные окна, и так далее. Интерфейс системы многофункционален, он включает в себя перенаправление команд, эффективную передачу сообщений, сценарии с шаблоном примитивов программирования, и систему глобальных и локальных переменных.
В AmigaOS первого поколения AmigaDOS был основан на TRIPOS, который был написан на языке программирования BCPL. Взаимодействие с ним других языков оказалось задачей трудной и приводило порой к ошибкам, в связи с чем порт TRIPOS был признан не очень эффективным.
В AmigaOS второго поколения AmigaDOS был переписан на язык программирования C и Ассемблер, сохранив совместимость с BCPL. В него были включены полная программа первого поколения и часть программы из третьей партии AmigaDOS Resource Project (ARP), которые уже нашли замену для многих из программных BCPL-утилит и интерфейсов.
В последующем ARP также предоставил один из первых стандартизированных реквестеров файлов для Amiga с целью введения в рабочую среду Amiga для использования более дружественных UNIX-стилю шаблонов (форматов) функций в параметрах командной строки. Другими нововведениями были существенные улучшения в диапазоне форматов файлов, реализуемых системой как объекты ОС, что позволяло загружать в память ту или иную информацию только один раз, сохранять её в памяти и значительно уменьшить время загрузки системы для последующих применений.
В AmigaOS 4.0 в составе DOS отказались от наследия BCPL полностью, и, начиная от AmigaOS 4.1, она была переписана целиком с полной поддержкой 64-битной архитектуры.
Само собой разумеется, что различные расширения часто используются в AmigaOS, но они не являются обязательными, и они не обрабатываются особым образом через DOS, которая ныне в системе относится лишь к каталогам имён и файлов. Исполняемые программы реализуются с использованием так называемого магического числа или сигнатуры данных.

## Хронология развития AmigaOS 4

### AmigaOS 4.0
Четвёртое поколение операционной системы AmigaOS. Работу над системой начала компания Hyperion Entertainment согласно подписанному 1 ноября 2001 года договору с компанией Amiga Inc. В июне 2004 года появилась первая публичная версия системы под кодовым названием "AmigaOS 4.0 Developer Pre-release". Очередные актуализации AmigaOS 4.0 Pre-release появились в октябре 2004 года (второй пре-релиз), в июне 2005 года (третий пре-релиз), в феврале 2006 года (четвёртый пререлиз). 24 декабря 2006 года появилась финальная версия AmigaOS 4.0 для компьютеров Amiga One и Micro AmigaOne. В июле 2007 вышло первое обновление финального релиза, а 30 ноября того же года появилась очередная актуализация AmigaOS 4.0 с поддержкой классических компьютеров Amiga с платами на базе процессоров PowerPC.

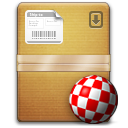
Распаковщик архивов для AmigaOS

### AmigaOS 4.1
- 11.07.2008 – Hyperion Entertainment выпустил версию 4.1 системы AmigaOS.
- 17.09.2008 – Hyperion Entertainment вместе с компанией Acube Systems зарегистрировали лицензию OEM по реализации системы AmigaOS 4.1 на материнских платах, производимых компанией Acube Systems: Sam440ep и Sam440ep-Flex
- 31.01.2009 – Hyperion Entertainment[22] выпустил версию 4.1 системы AmigaOS для материнской платы Pegasos II компании Genesi.
- 14.01.2010 – Hyperion Entertainment выпустила обновление AmigaOS 4.1 под названием "Update 1". Обновление стало доступно для компьютеров на базе Sam440ep, Sam440ep-Flex, AmigaOne, micro AmigaOne и Pegasos II. Отныне возможность загрузки архива "lha" с образом системы уже имели зарегистрированные пользователи на официальном сайте Hyperion Entertainment.
- 30.04.2010 – Hyperion Entertainment выпустил очередное обновление системы AmigaOS 4.1 под названием "Update 2". Обновление было доступно для компьютеров на базе AmigaOne, Sam440ep i Pegasos II. Для реализации обновления "Update 2" необходимо было обновление "Update 1" на ПК.
- 30.11.2012 – было выпущено обновление „Update 6”, которое исправило в AmigaOS некоторые ошибки и уязвимости и подняло её до уровня всех современных систем.
- 18.12.2014 – Hyperion Entertainment выпустила релиз финальной версии системы AmigaOS под названием „Final Edition”. Согласно заявлению, сделанному компанией Hyperion, эта версия должна стать промежуточной и подготовительной для обновления до следующего релиза AmigaOS версии 4.2. В связи с этим компания Hyperion Entertainment рекомендовала обновить AmigaOS 4 на всех аппаратных средствах, чтобы подготовить систему к будущему релизу AmigaOS 4.2 и таким образом ускорить её появление[23].
- 23.12.2020 - Hyperion Entertainment выпустила обновление Amiga OS 4.1 Final Edition под названием Amiga OS 4.1 Final Edition Update#1[24].  Было выпущено после выпуска X5000.
- 12.01.2021 - Hyperion Entertainment выпустила обновление Amiga OS 4.1 Final Edition под названием Amiga OS 4.1 Final Edition Update#2. Обновление затрагивает большинство ошибок и проблем стабильности. Было добавлено новое ядро.

## Совместимое аппаратное обеспечение
AmigaOS нового поколения реализована для следующих материнских плат и компьютеров:

### Amiga
Для материнских плат, поддерживающих микропроцессоры PowerPC:
- Blizzard PPC оснащен Amiga 1200
- Blizzard 2604e оснащен Amiga 2000
- CyberStorm PPC оснащен Amiga 3000 или Amiga 4000

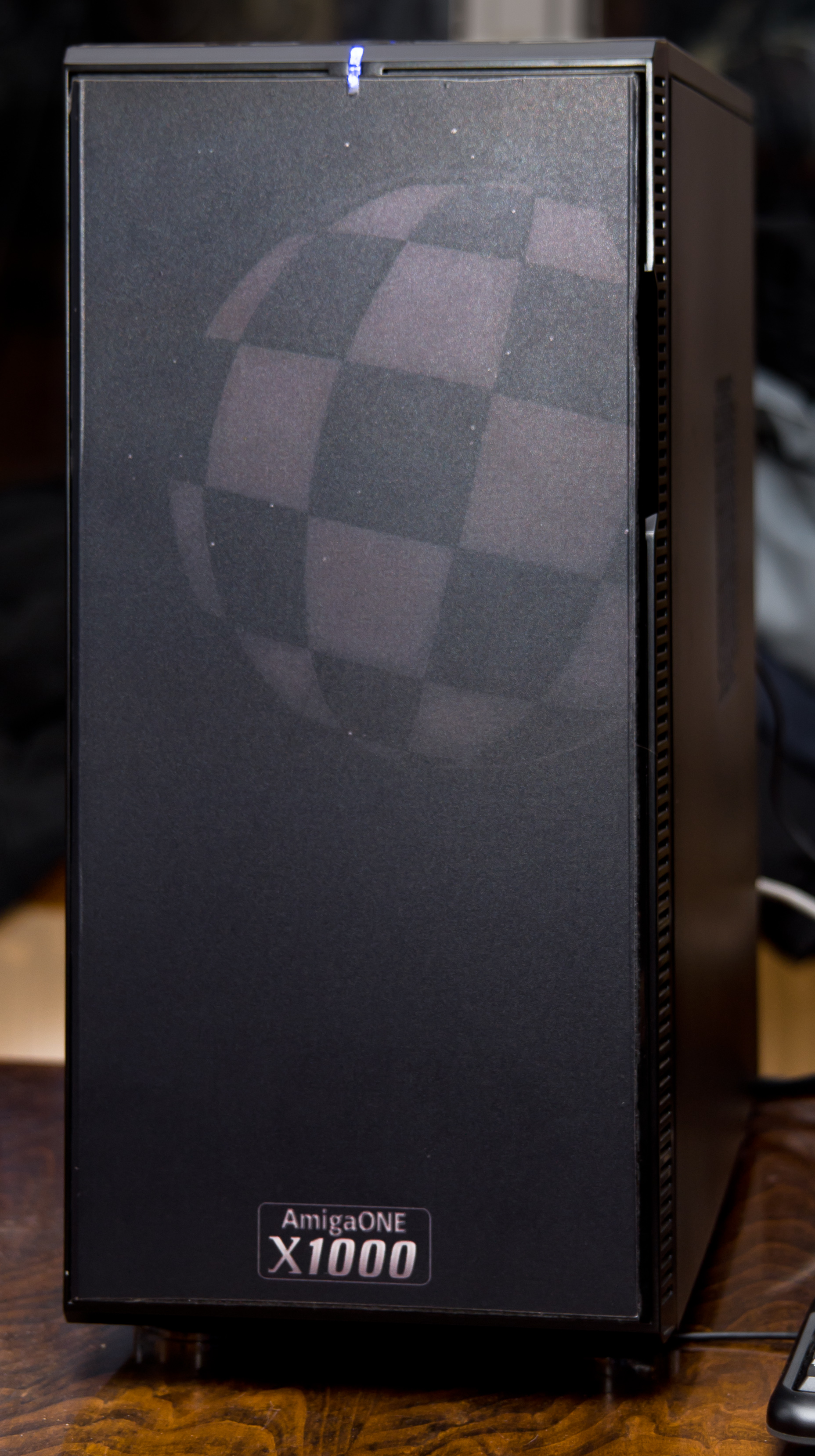
Компьютер AmigaOne X1000

### AmigaOne
Для оригинальных материнских плат на компьютерах AmigaOne:
- AmigaOne-SE (A1-SE)
- AmigaOne-XE (A1-XE)
- Micro-AmigaOne (Micro-A1)
- AmigaOne X1000 (A1X1K)
- AmigaOne 500 (A1-500) — компьютер AmigaOne, базирующийся на материнской плате Sam460ex, созданной компанией Acube Systems[25].
- AmigaOne X5000[17] — в настоящее время проходит бета-тестирование материнских плат нового компьютера.

### Pegasos
Для материнских плат системы Pegasos:
- Pegasos II (Peg2)[26]

### Samantha
Для материнских плат системы Sam440:
- Sam440ep[27][28]
- Sam440ep-Flex
- Sam460ex [29]

## Детализация версий AmigaOS 4
|     | Версия                                                 | Дата релиза                            | Особенности системы |
| --- | ------------------------------------------------------ | -------------------------------------- | --- |
| 4.0 | Developer Pre-release                                  | Апрель 2004 г.                         | Первый публичный пре-релиз |
| 4.0 | Developer Pre-release Update                           | 10 Октября 2004 г.                     | AltiVec суппорт, PowerPC-native Picasso96 и MUI, поддержка USB для устройств ввода |
| 4.0 | Developer Pre-release Update 2                         | 27 декабря 2004 г.                     | Поддержка запоминающих устройств для USB |
| 4.0 | Developer Pre-release Update 3                         | 14 июня 2005 г.                        | PowerPC native Warp3D драйвера для видеокарт Voodoo 3 (Avenger), Voodoo 4/5 (Napalm) и Radeon 7x00 series; поддержка WarpOS |
| 4.0 | Developer Pre-release Update 4                         | 8 февраля 2006 г.                      | Petunia 68k эмулятор реального времени; Warp3D с поддержкой видеократ Voodoo 3/4/5 и ATI Radeon моделей 7000, 7200, 7500, 9000, 9200 and 9250; Intuition суппорт экранных манипуляций                                                                                     |
| 4.0 | The Final Update                                       | 24 декабря 2006 г.                     | Поддержка виртуализации и увеличения памяти; новая тема иконок (Mason) |
| 4.0 | July 2007 Update                                       | 18 Июля 2007 г.                        | Поддержка загружаемых объектов графики; Python 2.5.1; расширенные инструменты настройки, утилиты и включения в систему |
| 4.0 | for Classic Amiga                                      | Ноябрь 2007 г.                         | Для классических компьютеров Amiga включено базовое обновление July 2007 Update |
| 4.0 | February 2008 update for CyberStormPPC and BlizzardPPC | 23 Февраля 2008 Г.                     | Решены некоторые вопросы и проблемы совместимости |
| 4.1 | AmigaOS 4.1                                            | Сентябрь 2008 г.                       | Улучшение подкачки памяти; оптимизация файловой системы JXFS; поддержка композитинга; библиотека Cairo для рендеринга векторной графики 2D |
| 4.1 | Quick Fix                                              | 21 Июнь 2009 г.                        | Решены некоторые вопросы с драйверами Warp 3D, IDE драйверами, JXFS |
| 4.1 | Update 1                                               | 14 января 2010 г.                      | Улучшенные эффекты композитинга (прозрачности и теней); новая система уведомлений Ringhio; поддержка DDC; AppDir обработчик и URLopen; новый программник Startup; новая тема значков; MiniGL V2.2                                                                         |
| 4.1 | Update 2                                               | 30 апреля 2010 г.                      | Обновлен Python; Cairo 1.8.10 (частичное аппаратное ускорение); AmiDock поддержка для масштабирования значков |
| 4.1 | Update 3                                               | 29 августа 2011 г.                     | Поддержка USB 2.0 (EHCI); обновлен MUI (для облегчения портирования MUI 4-приложений) |
| 4.1 | Update 4                                               | 22 декабря 2011 г.                     | Эмуляция компонентов AmigaOS 3.x ROMs и файлов Workbench; реализация RunInUAE |
| 4.1 | Update 5                                               | 28 февраля 2012 г., 16 августа 2012 г. | Первый публичный релиз для AmigaOne X1000, позже для других платформ.; оптимизация Warp3D и IDE драйверов; улучшена поддержка DMA для плат Sam440ep и Sam460ex; улучшена совместимость с классической Amiga (поддержка Catweasel)                                         |
| 4.1 | Update 6                                               | 30 ноября 2012 г.                      | Автообновление системы посредством AmiUpdate |
| 4.1 | Final Edition (Update 8)                               | 18 декабря 2014 г.                     | Поддержка объёма памяти более чем 2 GB RAM; новая унифицированная графическая библиотека с поддержкой RTG; улучшенная консоль; новые возможности Intuition и Workbench; полностью автономный продукт, не требующий установки предыдущих релизов и обновления 4.1 Update 6 |

## Дополнительные ссылки
- amigaos.net — официальный сайт AmigaOS 4
- AmigaOS 4 Wiki
- AmigaOS 4 Blog
- AmigaOS 4 Forum
- AmigaOS 4 software archive
- AmigaOS4 community forum